# Attenborough (Nottinghamshire)
Pour les articles homonymes, voir Attenborough.
Attenborough est un village du Nottinghamshire, en Angleterre.